# Periploma anguliferum
Periploma anguliferum är en musselart som först beskrevs av Philippi 1847.  Periploma anguliferum ingår i släktet Periploma och familjen Periplomatidae. Inga underarter finns listade i Catalogue of Life.